# چوی تائه-گون
چوی تائه-گون (انگلیسی: Choi Tae-gon; ۱۹۳۲ – ۲۳ ژانویهٔ ۲۰۱۸) بازیکن بسکتبال اهل کره جنوبی بود. وی در بازی‌های المپیک تابستانی ۱۹۵۶ شرکت کرده‌است.